# Port Melbourne
Port Melbourne ist ein Vorort von Melbourne im Bundesstaat Victoria in Australien, 5 km südwestlich des Stadtzentrums von Melbourne. Ihre Local Government Areas sind die Städte Port Phillip und Melbourne. Bei der Volkszählung 2016 wurde eine Bevölkerung von 16.175 festgestellt.
Der Vorort grenzt an die Hosbsons Bay und den Unterlauf des Yarra River. Port Melbourne bedeckt ein großes Gebiet mit den Stadtteilen Fishermens Bend, Garden City, Montague und Beacon Cove.
Das Gebiet nördlich des West Gate Freeway gehört zu Melbourne, die südlichen Gebiete zu Port Phillip.
Historisch war dieses Gebiet als Sandridge bekannt und wurde zu Melbournes zweitem Hafen, da es direkt an das Stadtzentrum angrenzt.
Das früher stark industriell geprägte Port Melbourne wurde in den letzten 10 Jahren einer intensiven Stadterneuerung unterzogen. Heute ist Port Melbourne ein historisch interessantes Mischgebiet, das sowohl Industrie- und Hafengebiete entlang des Yarra River beinhaltet, als auch Parks, Strände, exklusive Appartementhäuser und die Restaurants und Cafés der ‚’Bay Street’’. Der Vorort stellt auch eine wichtige Verkehrsverbindung von Ost nach West dar und bildet auch ein Ende der West Gate Bridge.

## Geschichte

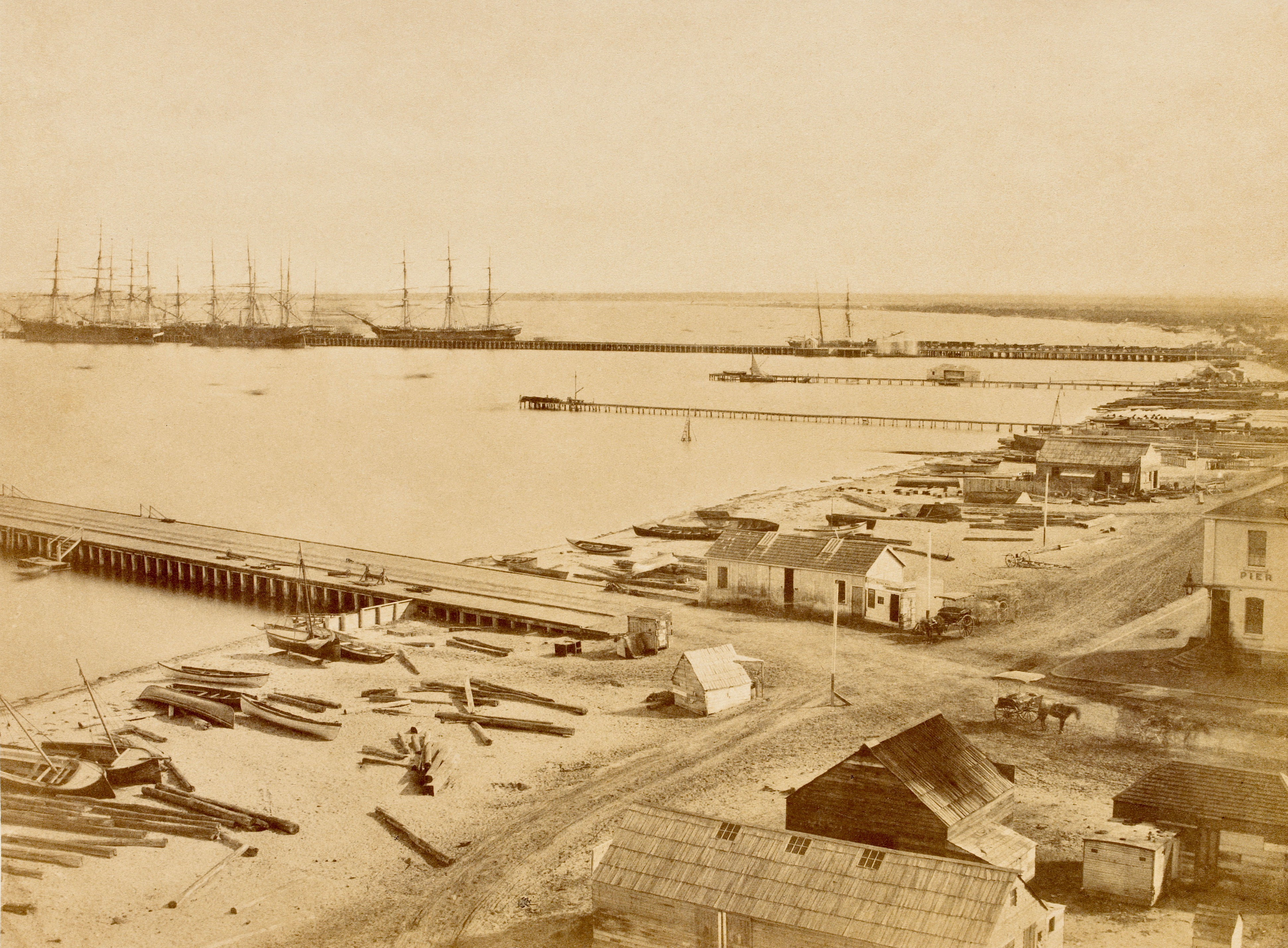
Blick von oben auf den Railway Pier in Sandridge (1858)

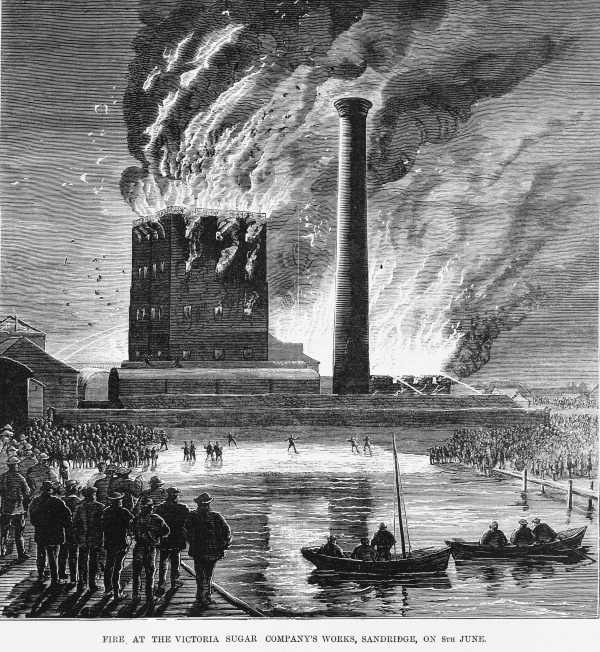
Brand der Zuckerfabrik in Sandridge 1875

Das Gebiet des heutigen Port Melbourne wurde zuerst 1839 von Wilbraham Liardet besiedelt, der dort ein Hotel, eine Mole und eine Poststelle einrichtete. Anfangs wurde das Gebiet Liardet Beach genannt, hieß aber bald offiziell Sandridge und schließlich ab 1884 Port Melbourne. Während des Goldrausches in Victoria in den 1850er-Jahren wurde das Gebiet weithin bekannt. Immer mehr Schiffe legten an ihrem Pier an und Sandridge wurde ein wichtiger Güterhafen. Um die hohen Kosten der Transporte in kleinen Schiffen den Yarra River hinauf nach Melbourne zu vermeiden, baute man 1854 Australiens erste Eisenbahn, die Port Melbourne Line, die Sandridge mit dem Stadtzentrum von Melbourne verband. Die heute nicht mehr genutzte Sandridge Bridge erhielt ihren Namen von der ehemaligen Eisenbahnlinie.
1860 erhielt Port Melbourne als eines der ersten Gebiete in Victoria das Stadtrecht als Sandridge Borough, das später zur Local Government Area der City of Port Melbourne wurde.
In den frühen Jahren von Port Melbourne war der Vorort durch eine große, flache Lagune vom benachbarten Vorort Albert Park getrennt. Die Lagune wurde mit den Jahren langsam verfüllt, bis sie 1929 ganz verschwunden war. Heute bedeckt dieses Gebiet die Lagoon Reserve, ein öffentlicher Park östlich der Esplanade zwischen Liardet Street und Graham Street. Die ursprüngliche Ausdehnung der Lagune war aber viel größer.
Als Güter- und Fährhafen hat Port Melbourne etliche Hotels. Frühe Industriebetriebe waren eine Zuckerfabrik, eine Seifenfabrik, ein Kerzenwerk, chemische Fabriken, Reis- und Getreidemühlen, Gaswerke, eine Destille und eine Stiefelfabrik. Station Pier und Princes Pier waren wichtige Anlegestellen für Immigrantenschiffe, bevor Flugreisen nach Australien möglich und erschwinglich wurden.
Lange Zeit war Port Melbourne ein Fokus von Melbournes Unterwelt, die Schmuggel an den Anlegestellen betrieb. Die alte Ships Painters and Dockers Union (Gewerkschaft für Anstreicher und Dockarbeiter) wurde bekanntermaßen von Gangstern kontrolliert. Die Waterside Workers Federation of Australia andererseits hatte lange Jahre zum Generalsekretär ein Mitglied der Kommunistischen Partei Australiens.
Seit der Zusammenlegung der Local Government Areas von Port Melbourne und Port Phillip 1994 werden viele ehemalige Verwaltungsgebäude in Port Melbourne anders genutzt. So ist z. B. die Port Melbourne Town Hall heute eine öffentliche Bücherei.
Mit der Abnahme der Bedeutung des Hafens und nach der Absiedlung der Industrie aus dem Stadtzentrum wurde Port Melbourne zunehmend ein Wohnvorort. Die Gebiete, in denen sich Port Melbourne ursprünglich entwickelte, am Station Pier und am z. Z. nicht genutzten Princes Pier, wurden mit einer Mischung aus Appartementhäusern und kleineren Wohnblocks bebaut; am besten bekannt ist Beacon Cove.

## Verkehr

### Straßenverkehr
Zwei wichtige Autobahnen verlaufen durch Port Melbourne, der West Gate Freeway, der von Osten nach Westen von der Westgate Bridge verläuft und der CityLink, der nördlich zur Bolte Bridge führt. Andere Hauptstraßen sind die Bay Street, die Williamstown Road, die Lorimer Street (entlang des Yarra River), die Graham Street, die Salmon Street, die Inglis Street und die Beach Street (zur Beaconsfield Parade und nach St. Kilda). Die Straßen von Port Melbourne lassen wenig durchgängige Planung erkennen und so ist es oft schwierig, den richtigen Weg zu finden.
Port Melbourne ist von einem dichten Netz von öffentlichen Omnibuslinien überzogen, die den Vorort mit dem Stadtzentrum von Melbourne und anderen Vororten verbinden.

### Schienenverkehr

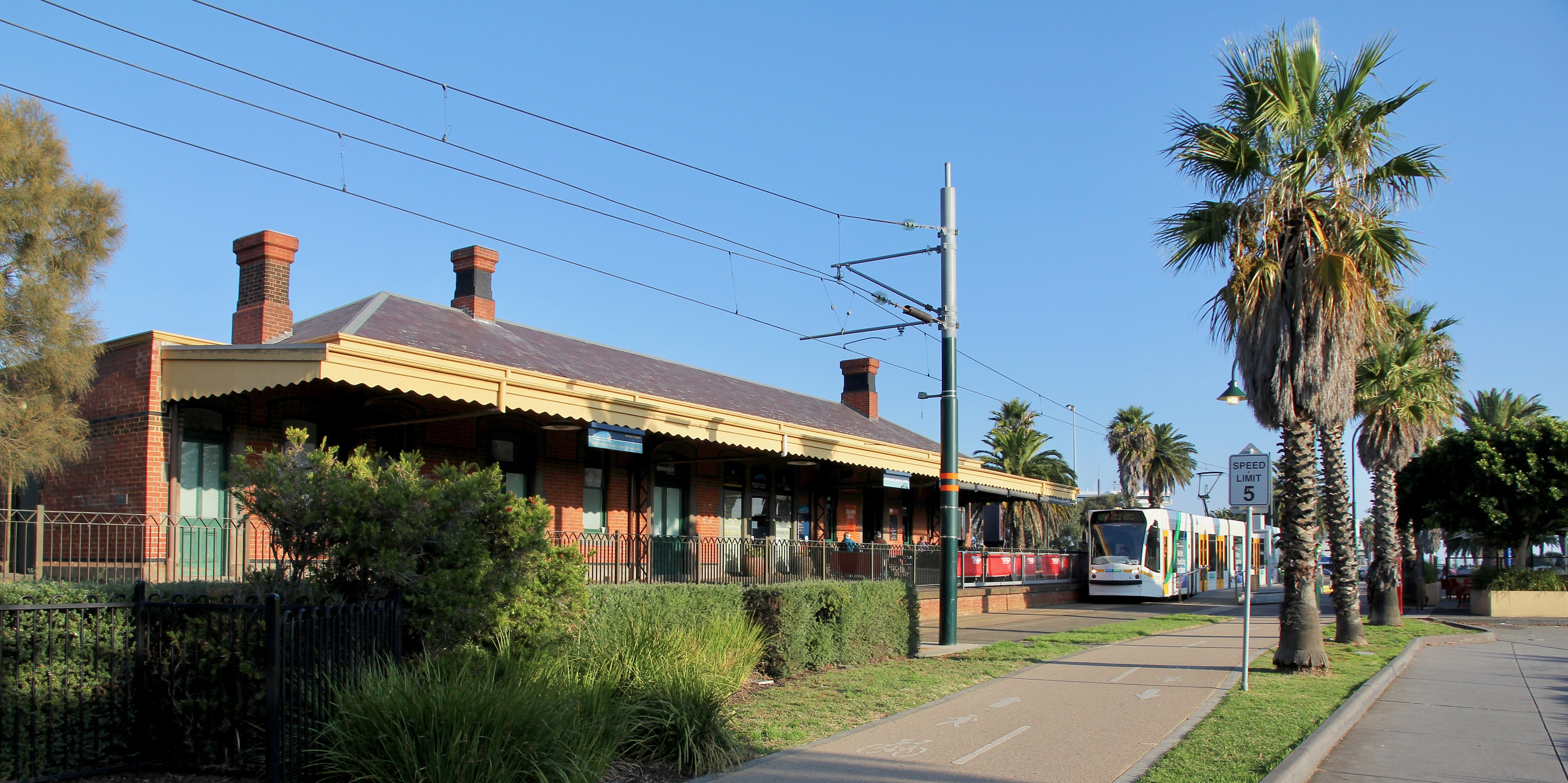
Der frühere Bahnhof von Port Melbourne ist heute eine Haltestelle der Straßenbahn

Port Melbourne liegt an der Straßenbahnlinie Nr. 109, die mit einer hohen Taktfrequenz befahren und stark genutzt wird, seit 1987 der Eisenbahnverkehr eingestellt wurde. Es gibt eine Reihe nicht mehr genutzter Gleise für den Güterverkehr, aber die Tram Nr. 109 ist einzige noch genutzte Schienenverbindung zum Stadtzentrum von Melbourne. Es gibt allerdings einige Planungen für weitere Linien, z. B. nach St. Kilda und Fishermens Bend.

### Hafen

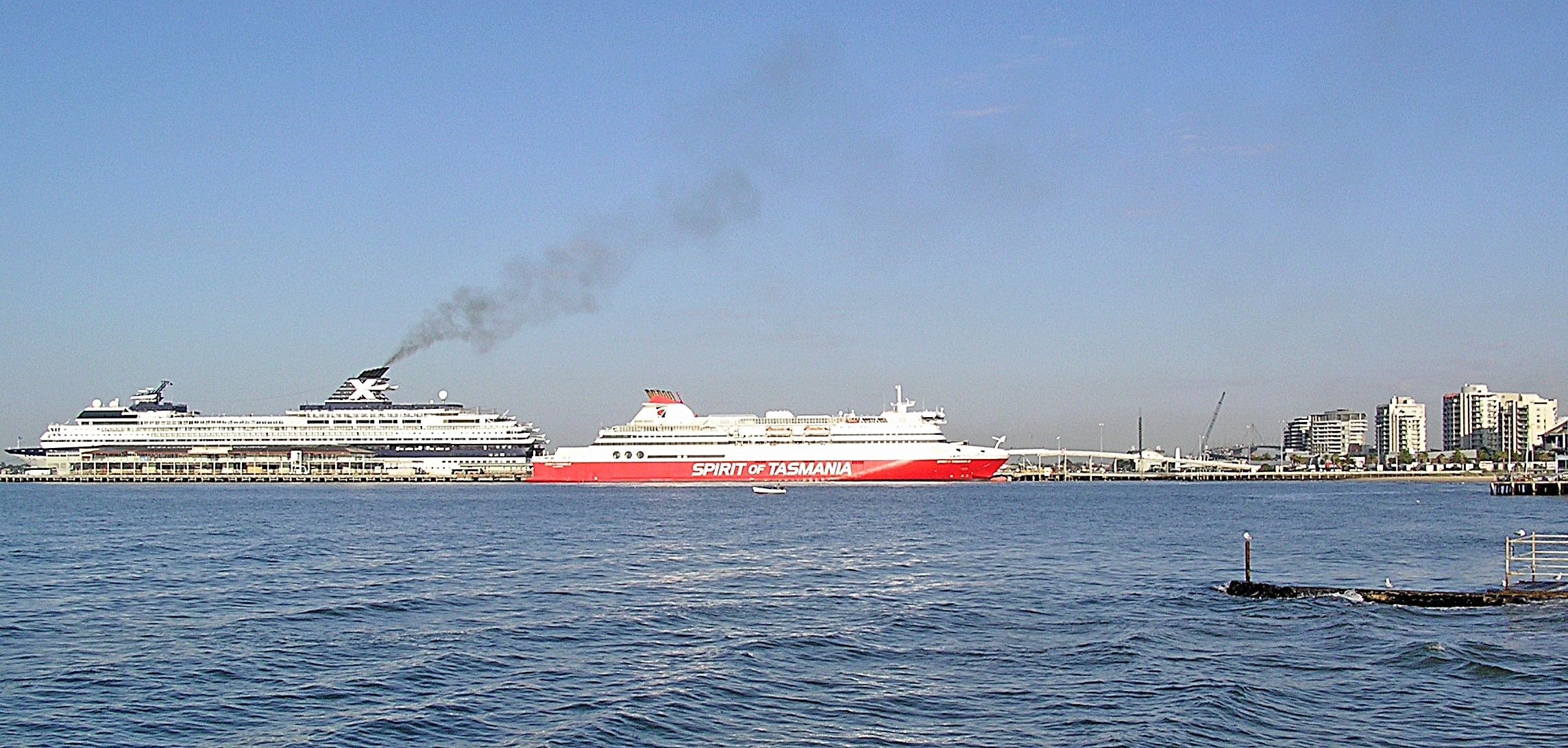
Port Melbourne und Passagierschiffe vom Middle Park aus

Auch heute noch dient Port Melbourne als Anlegestelle für Passagier- und Frachtschiffe. Viele Luxusliner, Fähren und sonstige Schiffe legen am Station Pier an. Darunter ist auch die Spirit of Tasmania der TT-Line Pty. Ltd. nach Tasmanien. Der Güterverkehr wird weiter westlich, in der Nähe der Mündung des Yarra River am Webb Dock, abgewickelt.

## Wohnbebauung

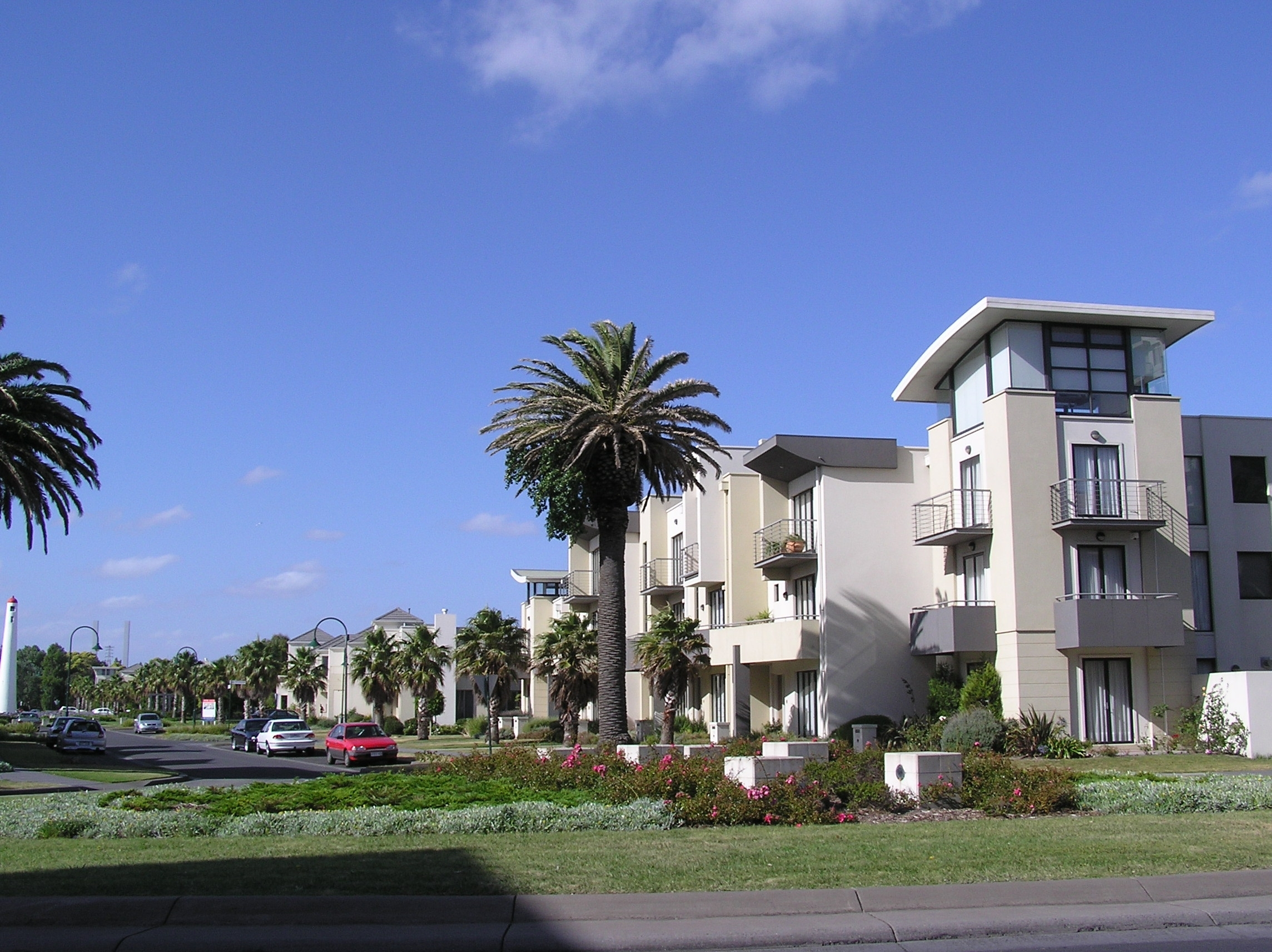
Postmoderne Wohnbebauung in Beacon Cove

Die Wohngebäude reichen vom viktorianischen Holzarbeiterhaus bis zu neuen Appartementhäusern. In den letzten zwanzig Jahren hat sich Port Melbourne von einem Vorort für die arme Bevölkerung zu einem Wohnort für die Reichsten gewandelt. Viele große Appartementblocks bedecken große Teile der Grundstücke, auf den früher Fabriken und Lagerhäuser standen, wie z. B. HM@S in der Beach Street, ID Appartements in der Pickles Street und der Rouse Street, Bayshore und Bayview in der Bay Street. Jeder dieser Wohnblocks besteht aus vielen einzelnen Gebäuden und viele Neubaublocks binden historische Gebäude mit ein. In Port Melbourne lebt heute ein großer Anteil wohlhabender Leute, aber auch noch einfachere Leute, die in Mietshäusern und Gebäuden des „Alten Hafens“ leben. Viele Familien wanderten in den 1950er-Jahren aus Griechenland ein und später kamen Einwanderer aus Afrika und Asien.

## Handel

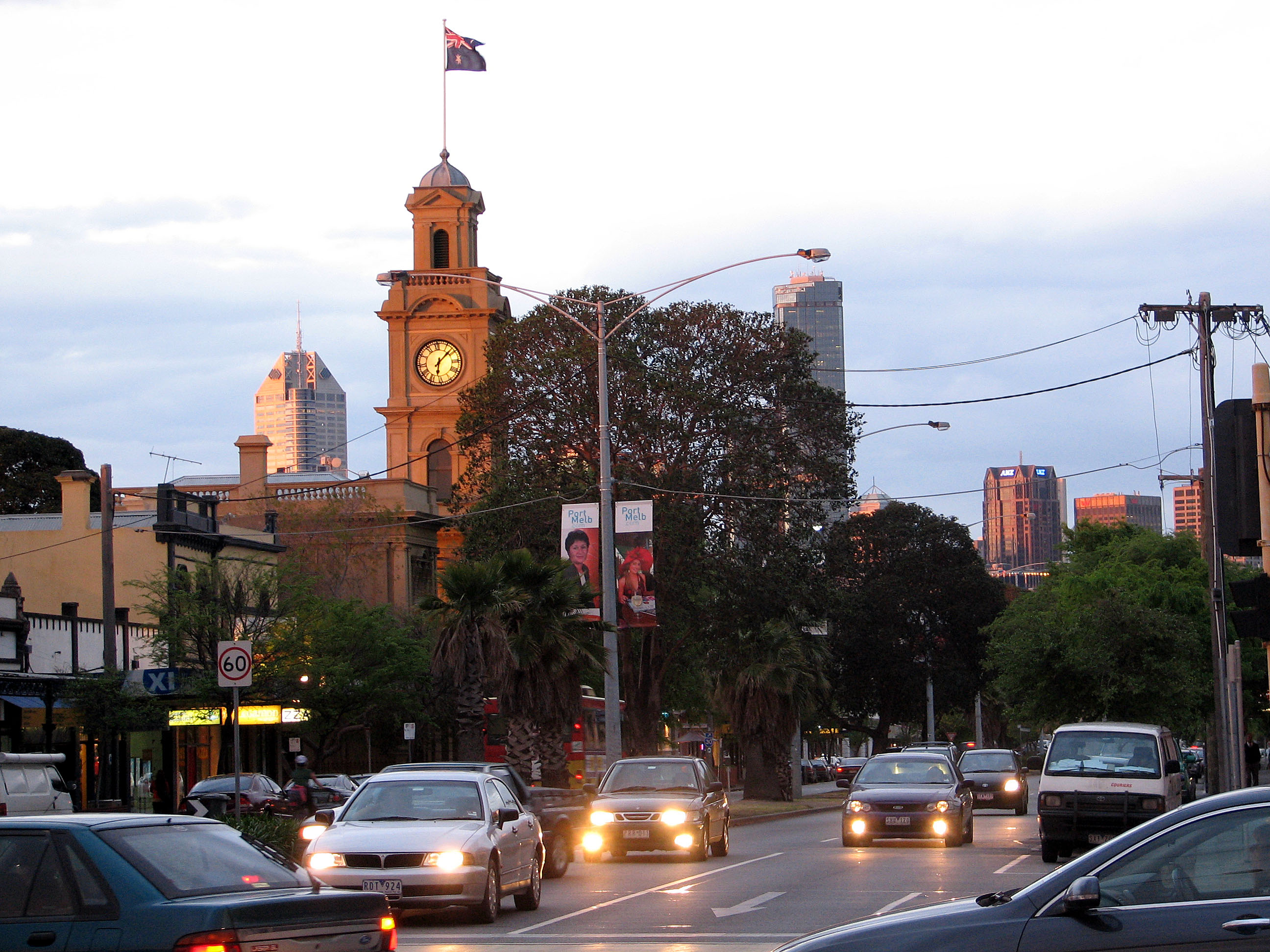
Bay Street

Die Bay Street ist die historische Einkaufsstraße von Port Melbourne.
Port Melbourne beherbergt zurzeit den Circus Oz, Australiens weltbekannten zeitgenössischen Zirkus, der sein internationales Hauptquartier an der Ecke Bay Street und Rouse Street hat.
Die Maritime Union of Australia (australische Hafenarbeiter- und Seeleutegewerkschaft) hat immer noch einen großen Rückhalt in der Gegend.

## Kriminalität
Im Mai 2002 wurde Victor Peirce, Mitglied der australischen Mafia, in der Bay Street in Port Melbourne erschossen. Das Verbrechen wurde bis heute noch nicht aufgeklärt. Bei politischen Wahlen ist Port Melbourne immer noch eine Hochburg der Australian Labor Party, obwohl inzwischen viele Leute mit hohem Einkommen dort wohnen.

## Sport
Der Port Melbourne Football Club, bekannt als The Borough ist einer der ältesten Footballclubs und spielt in der Victorian Football League. Ein weiteres Team sind die Port Melbourne Colts, die in der Western Region Football League spielen.

## Stadtteile von Port Melbourne
Port Melbourne hat drei Stadtteile:

### Garden City
Garden City ist ein Stadtteil von Port Melbourne und Port Phillip. Es wurden in den 1920er-Jahren als Gartenstadt nach dem Muster ähnlicher Vororte im Vereinigten Königreich angelegt. Die ersten Häuser entstanden als Billighäuser der Staatsbank, später kamen Mietshäuser dazu, die von der Housing Commission of Victoria erstellt wurden. Die Siedlung besteht aus zweistöckigen Doppelhäusern, die um einige offene Plätze im Stil einer aufgelösten Beaux-Arts-Architektur arrangiert sind. Entgegen der vorherrschenden Meinung waren die „Bankhäuser“ nie Mietshäuser, sondern befanden sich stets in privater Hand. Die „Bankhäuser“ wurden später als Nobs Hill bekannt, was den relativen Wohlstand seiner Bewohner im Vergleich zu denen der später gebauten Klinker-Mietshäuser widerspiegelt. Die Häuser der Housing Commission wurden Little Baghdad genannt.

### Beacon Cove

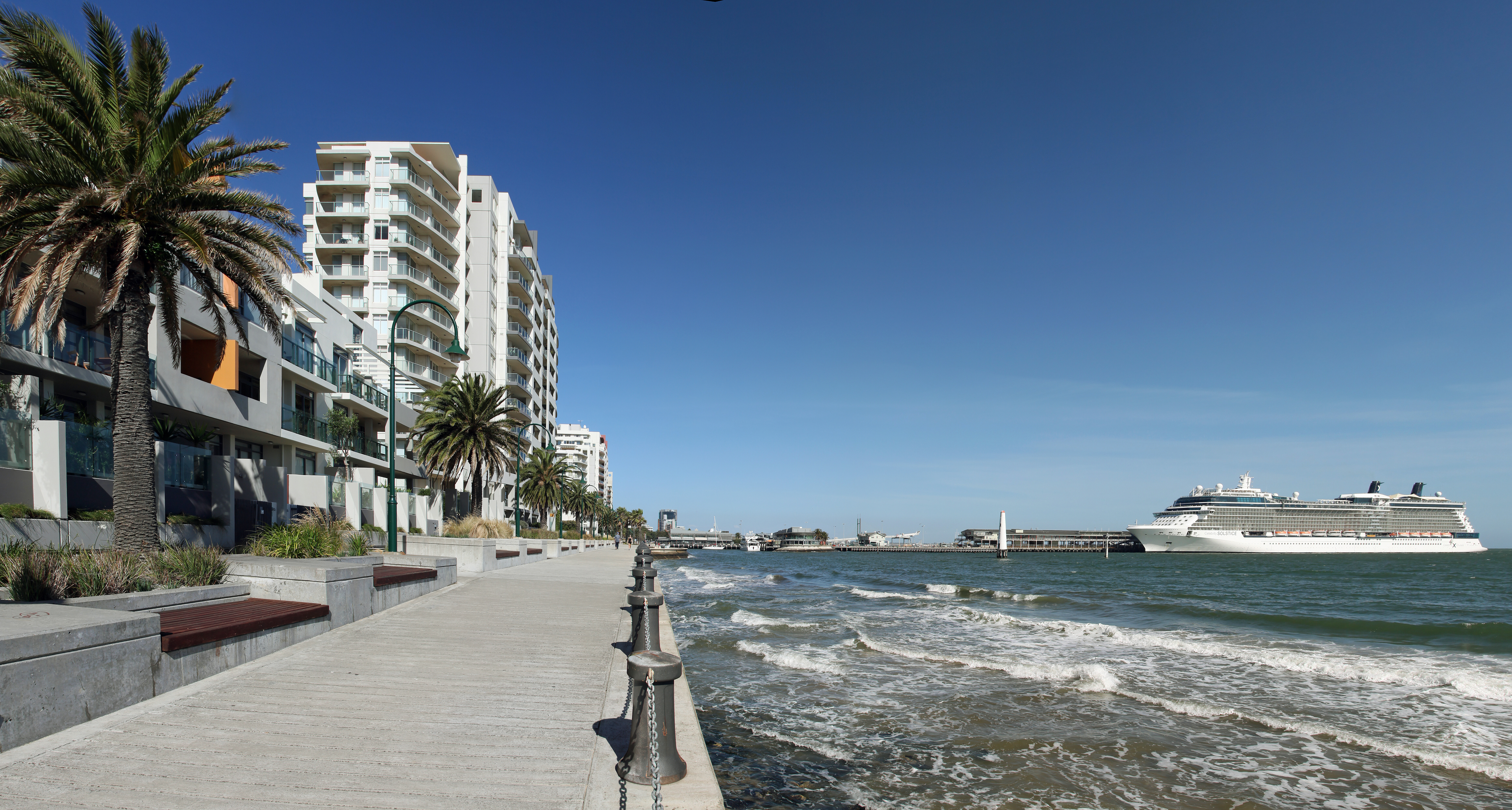
Neue Wohnblocks in Beacon Cove und am Station Pier (mit Strandrestaurant) in Port Melbourne

Beacon Cove ist ein Stadtteil von Port Melbourne und Port Phillip. Er besteht aus ca. 1.100 Wohnungen in einer Mischung aus niedrigen Wohnblocks und einigen Hochhäusern mit einem Supermarkt, verschiedenen kleinen Geschäften, einer Reihe von Cafés und Restaurants und einer Turnhalle. Der Stadtteil wurde ab 1996 im Laufe von zehn Jahren von der australischen Baufirma Mirvac gebaut, nachdem der Plan einer Gated Community namens Sandridge City nicht realisiert werden konnte. Das Gebiet war früher Werksgelände. Beacon Cove hat eine Strandpromenade, palmenbestandene Boulevards und ermöglicht den Betrieb zweier Schiffsbaken. Die meisten niedrigen Häuser sind um eine Reihe kleiner Parks gruppiert und ähneln in ihrem postmodernen, verkleinerten Beaux-Arts-Stil den nahegelegenen St. Vincent Gardens in Albert Park. Entlang der Uferpromenade liegt eine Reihe von 11–14-stöckigen Hochhäusern, an deren westlichem Ende sich einige sehr luxuriöse, niedrige Häuser direkt am Sandridge Beach befinden. Die Häuser an der umgelegten Beach Street, die nicht mehr entlang der Küste verläuft und die Appartements an der Strand haben direkten Zugang zur Strandpromenade. Das Bauvorhaben wurde in mehreren Stufen, beginnend von der Princes Street nach Westen, ausgeführt. Dies sieht man an den unterschiedlichen Architekturstilen.

### Fishermens Bend

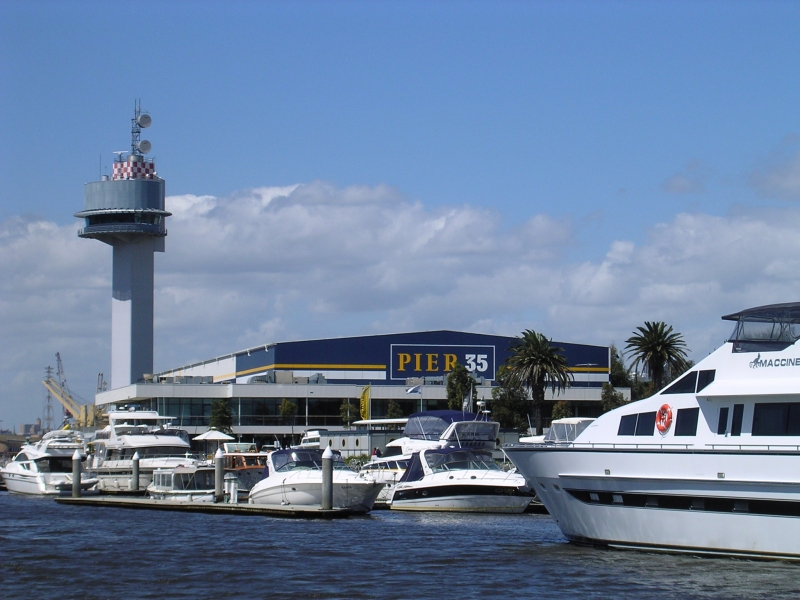
Jachthafen Pier 35 in Fishermens Bend

Fishermens Bend (ursprünglich: Fishermen’s Bend) ist ein Stadtteil von Port Melbourne und der City of Melbourne. Er liegt unmittelbar östlich der West Gate Bridge am Südufer des Yarra River gegenüber von Coode Island am Nordufer des Flusses.
Fishermans Bend umfasste auch die heutige Garden City, die 1929 abgetrennt und umbenannt wurde.
Seit den 1850er-Jahren wohnten in der Gegend Fischer von europäischer Abstammung. Ca. 30 Familien lebten am Bend, die oft zusätzliche Arbeit an den Liegeplätzen und auf Frachtschiffen fanden. Auf die nach Europa zurück fahrenden Schiffe wurde Ballast geladen. Die Leute lebten in wüsten Hütten am Bend, die aus Wellblech, geplätteten Kerosinkanistern und Holz bestanden. Es gab keine Straßen oder Geschäfte und keine Kanalisation. Das Trinkwasser wurde aus ausgehängten Segeln gewonnen und in Stahltanks oder Fässern gelagert; die Milch kam von einem nahegelegenen Bauernhof. Der Fischfang wird auch heute noch in der Bucht betrieben, aber nur noch zwei Lizenzen gehören den Nachfahren dieser ersten Siedler. Die letzte Wellblechhütte wurde 1970 abgerissen, um Platz für das Webb Dock zu schaffen. Heute liegt das Hauptquartier des Surf Life Saving Clubs an dieser Stelle.
Dem Stadtviertel Fishermens Bend kommt auch ein wichtiger Platz in der australischen Luftfahrtgeschichte zu, da dort viele bekannte Flugzeughersteller früher angesiedelt waren, z. B. die Commonwealth Aircraft Corporation, Holden, Smorgen Steel, die Government Aircraft Factories, das Aeronautical Research Laboratory und eine Fabrik von Boeing. Von 1958 bis 1994 war dort auch die australische Automobilindustrie mit den Firmen Australian Motor Industries (AMI) und Toyota Australia angesiedelt.
Es gibt heute dort einen Jachthafen namens D’Albora Marinas Pier 35 und verschiedene Anlegestellen für Containerschiffe.
Fishermans Bend hat eine große öffentliche Parkanlage, den Westgate Park, und ein großes natürliches Feuchtgebiet.

## Persönlichkeiten
- Bobby McLeod (1868–1907), Cricketspieler